# Йоканьгско-саамский язык
Йо́каньгско-саа́мский (йо́каньгский саа́мский), или те́рско-саа́мский (те́рский саа́мский) язык — язык саамов, традиционно населявших северовосточную часть Кольского полуострова. 
Принадлежит к саамской группе финно-угорской ветви уральской языковой семьи. Является самым восточным из всех саамских языков и самым малочисленным по количеству носителей.

## Генеалогическая классификация и положение языка
Йоканьгско-саамский вместе с кильдинским саамским образует полуостровную группу восточносаамских языков, распространённую на Кольском полуострове в России. В советской лингвистической традиции и в некоторых работах российских ученых, которые являются ее продолжением, было принято рассматривать этот идиом как «диалект саамского языка». 
Ранее также существовала традиция, согласно которой выделялся кольско-саамский язык с кильдинским и йоканьгским (терским) диалектом. В настоящее время общепринято мнение, заключающееся в том, что терско-саамский является самостоятельным языком.

## История изучения
Первые лингвистические данные о саамских языках касаются именно терско-саамского. В 1557 году британским исследователем Стивеном Барроу во время вынужденной остановки у мыса Святой Нос был собран небольшой список лексики и были записаны некоторые фразы. Эти материалы были опубликованы Ричардом Гаклюйтом в  сборнике «Книга путешествий» (1589). Позже, в 1895 году, Джон Аберкомби подготовил второе издание этих материалов с комментарием и соответствиями по современным на тот момент словарям.
Систематическое научное изучение терско-саамского языка началось в XIX веке. Финский лингвист и собиратель фольклора Даниэль Европеус посетил йоканьгских саамов в 1856 году, собрав словарь, материалы по грамматике и тексты, которые позже были изданы Тоиво Итконеном. В 1891 году вышел словарь Арвида Генетца, содержащий йоканьгско-саамскую лексики наряду с формами из кильдинского и бабинского саамского, а также из нотозерского диалекта сколто-саамского языка. В приложении к словарю Генетца также опубликовыны тексты, собранный в Йоканьгском, Куроптевском и Лумбовском погостах. Тоиво Итконен собирал материалы по восточносаамским языкам на протяжении нескольких десятилетий. Основным результатом его работы стали исследования по фонетике, где йоканьгские данные рассматриваются в сопоставлении с кильдинскими и сколто-саамскими, и «Словарь cколто- и кольско-саамских диалектов», который до сих пор является самой обширной лексикографической документацией йоканьгского саамского.
В 1933 году Александр Эндюковский составил грамматический очерк каменского говора по материалам, собранным от уроженки этого села П.В. Явтысовой. Этот очерк опубликован не был и известен лишь по упоминанию в отчете Эндюковского. С 1958 по 1978 год Георгий Керт и Виктория Сенкевич-Гудкова со студентами Ленинградского и Карельского Пединститута предпринял ряд поездок в места компактного проживания носителей йоканьгского саамского, посетив поселки Йоканьга и Чальмны-Варрэ. Результатом этих поездок стала публикация сборников текстов «Образцы саамской речи». Первый из двух сборников вышел в 1961 году и включал также тексты на кильдинском саамском, а второй — в 1987 и кроме йоканьгских текстов содарежал материалы по бабинскому саамскому. По материалам этой серии экспедиций в 2002 году Сергей Терешкин защитил кандидатскую диссертацию «Йоканьгский диалект саамского языка». Керт включил множество йоканьгских примеров в свою монографию по кильдинскому саамскому. Сенкевич-Гудкова опубликовала небольшую статью со сказками Устиньи Павловны Таруновой. В советский период в лингвистических экспедициях к йоканьгским саамам принимал участие эстонский исследователь Карл Конт.
Среди зарубежных ученых во второй половине XX века йоканьгско-саамский язык изучали Ласло Сабо и Эрки Итконен. Ласло Сабо выпустил двухтомный сборник текстов, записанных в Ленинграде и Петрозаводске от носителей родом из Йоканьги и Чалмны-Варры. Один из томов содержит образцы парадигм. Эрки Итконен изучал фонологию йоганьского саамского.
Последние научные записи йоканьгского саамского были сделаны в рамках проекта по документации саамских языков Кольского полуострова — Kola Saami documentation project (KSDP). По результатам проекта были защищены две магистерские диссертации: о структуре именной группы (Анна Бенке) и о системе глагольных категорий (Евгения Животова).

## Социолингвистическая информация

Саамские идиомы в России:
Терский (йоканьгский)

Статус йоканьгско-саамского языка по данным Атласа языков мира, находящихся под угрозой исчезновения

Язык является вымирающим: согласно переписи 2020 г. на территории РФ саамскими языками суммарно владеет 259 чел. (353 чел. по данным 2010 г.), однако на йоканьгско-саамском говорит не более 10 человек, притом их уровень владения языком оценивается как посредственный, что представляет проблему при описании языка, учитывая отсутствие полного описания грамматики.
В конце XIX века в восточной части Кольского полуострова существовало шесть терско-саамских деревень, население которых составляло около 450 человек. В настоящее время в этом регионе осталось только 100 этнических саамов, из которых считанные единицы людей старшего возраста говорят на родном языке, а остальные перешли на русский. Такое положение частично связано с изменением традиционного жизненного уклада саамов, в частности, коллективизацией и переселением крупнейшей саамской деревни Йоканьга в посёлок Гремиха.

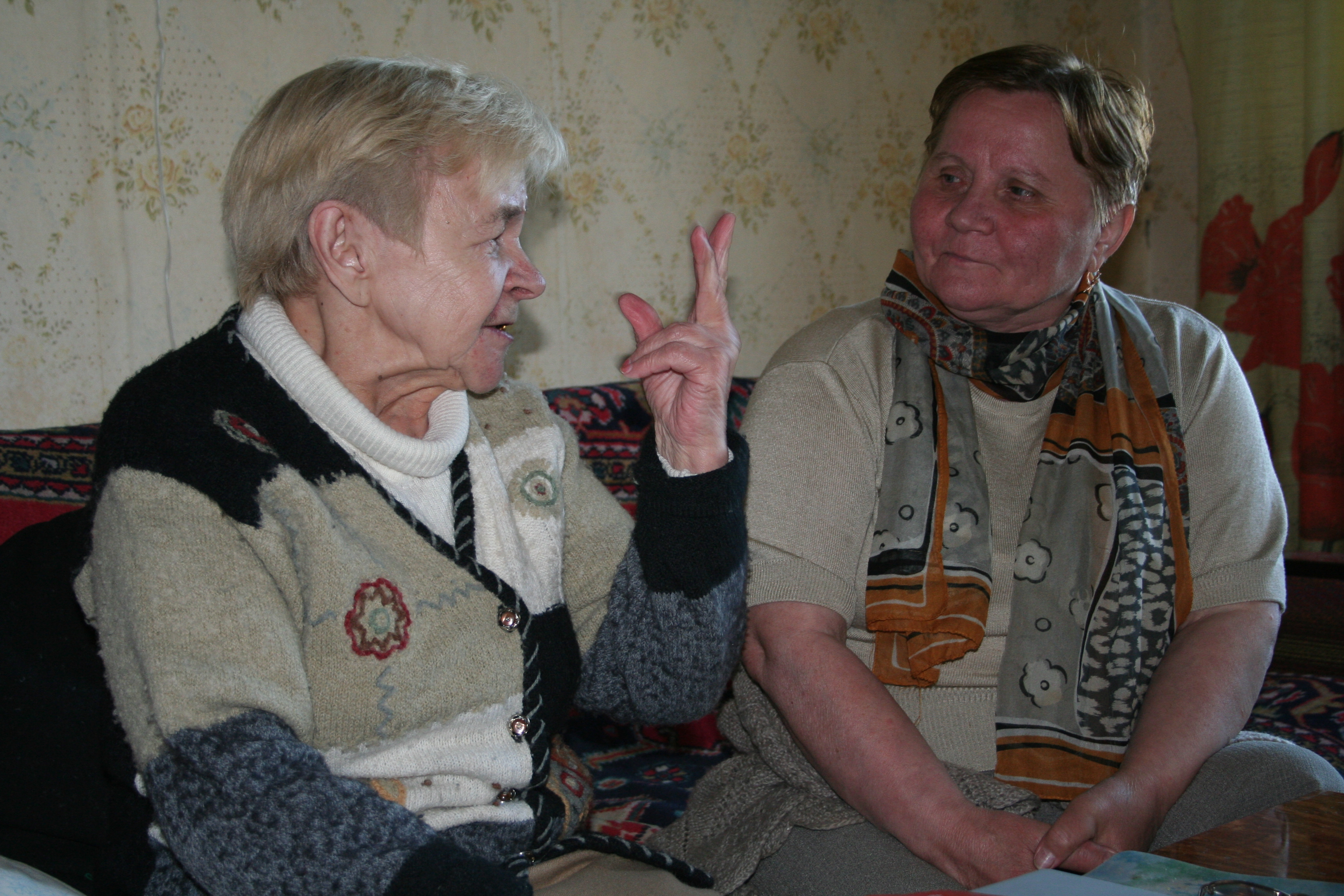
Зоя Герасимова (слева) - одна из последних носительниц йоканьгского саамского - и Нина Афанасьева (справа) - языковая активистка, переводчица и исследовательница кильдинского саамского.

Язык не передается младшим поколениям, не преподаётся в школах, не используется в СМИ. Факторами упадка могут являться отрицательная языковая политика XX века и переселение коренных народов в другие посёлки.

## Письменность

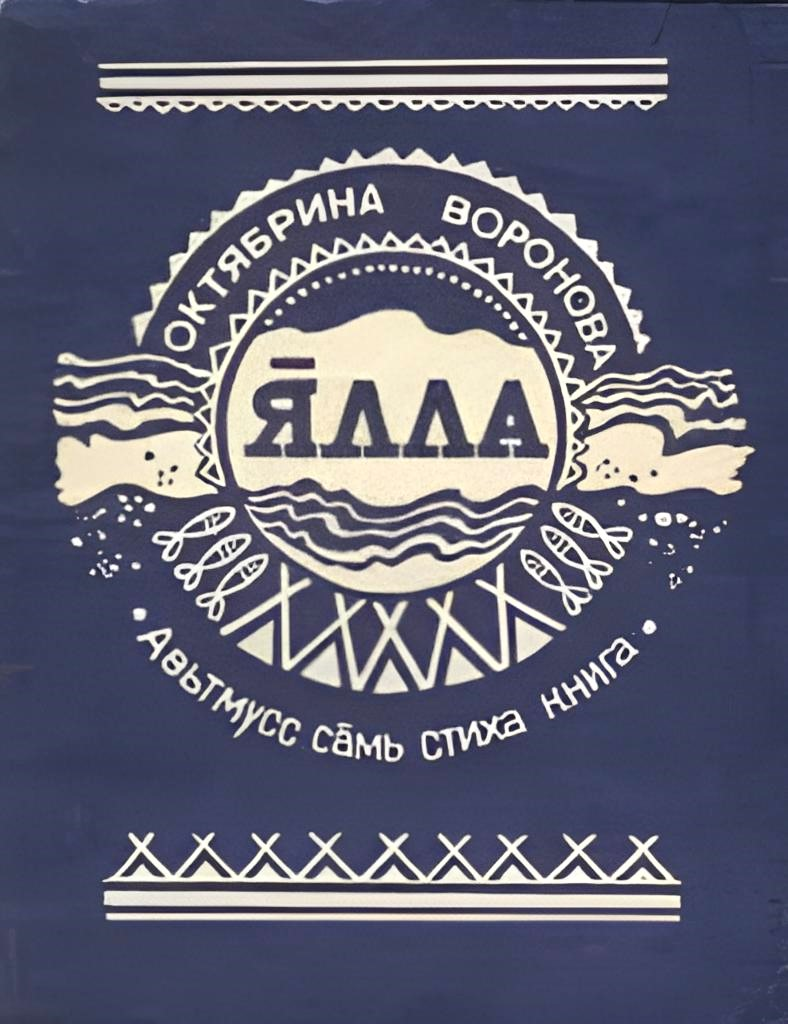
Сборник стихов Октябрины Вороновой "Я̄лла"

В единственном опубликованном на настоящий момент литературном произведении на терско-саамском языке — сборнике стихов «Я̄лла» авторства саамской писательницы Октябрины Вороновой, выпущенном в 1989 году — используется кириллический алфавит, основанный на версии кильдин-саамского алфавита 1982 года (отсутствуют буквы ҋ, ј, һ и апостроф), дополненный буквой ӹ.
| А а | Ӓ ӓ | Б б | В в | Г г | Д д | Е е | Ё ё | Ж ж |
| З з | И и | Й й | К к | Л л | Ӆ ӆ | М м | Ӎ ӎ | Н н |
| Ӊ ӊ | Ӈ ӈ | О о | П п | Р р | Ҏ ҏ | С с | Т т | У у |
| Ф ф | Х х | Ц ц | Ч ч | Ш ш | Ъ ъ | Ы ы | Ӹ ӹ | Ь ь |
| Ҍ ҍ | Э э | Ӭ ӭ | Ю ю | Я я |     |     |     |     |

Долгота гласных обозначается горизонтальной чертой над буквой — макроном. В терско-саамском встречается долгая ы̄, отсутствующая в кильдинском.
В научных работах, записях текстов и в словаре колтта- и кольско-саамских диалектов Т. Итконена 1958 года используется транскрипция латиницей с добавлением особых символов, а также Уральский фонетический алфавит (УФА).

## Лингвистические черты

### Фонетика и фонология

#### Гласные
|         | Переднего ряда | Переднего ряда | Среднего ряда | Среднего ряда | Заднего ряда | Заднего ряда |
| краткие | долгие         | краткие        | долгие        | краткие       | долгие       |              |
| ------- | -------------- | -------------- | ------------- | ------------- | ------------ | ------------ |
| Верхние | i              | iː             | ɨ             | ɨː            | u            | uː           |
| Средние | ɛ              | ɛ              |               |               | o            | o            |
| Нижние  |                |                | a             | aː            | ɔ            | ɔ            |

- После палатализованных согласных /ɛ/ реализуется как [e][2].

#### Согласные
|                          | Губные | Альвеолярные | Постальвеолярные | Палатальные | Велярные | Глоттальные |
| ------------------------ | ------ | ------------ | ---------------- | ----------- | -------- | ----------- |
| Взрывные                 | p b    | t d          |                  |             | k ɡ      |             |
| Аффрикаты                |        | t͡s d͡z        | t͡ʃ d͡ʒ            |             |          |             |
| Фрикативные              | f v    | s z          | ʃ ʒ              |             | x        | h           |
| Носовые                  | m      | n̥ n          |                  |             | ŋ        |             |
| Палатальный аппроксимант |        |              |                  | j           |          |             |
| Боковой аппроксимант     |        | l̥ l          |                  |             |          |             |
| Дрожащие                 |        | r̥ r          |                  |             |          |             |

- Все согласные, кроме /j/, могут быть палатализованными.
- Согласные /t, d/ могут также быть полумягкими (с более слабой палатализацией).

### Морфология

#### Склонение существительных
В йоканьгско-саамском языке существительные изменяются по падежа и числам. Также присутствует категория поссессивности (притяжательности). Категория рода отсутствует. Различается два числа: единственное и множественное; и девять падежей: номинатив, генитив, аккузатив, датив-иллатив, инессив-элатив, комитатив, абессив, эссив, партитив. Терешкин выделяет лишь восемь падежей, не упоминая партитив. В поссессивном склонении различается число обладаемого, но не обладателя — маркируется лишь лицо обладателя. 
|                | varr 'путь' | varr 'путь' | ki̮l'l' 'рыба' | ki̮l'l' 'рыба' | karnɛs' 'ворон' | karnɛs' 'ворон' |
|                | ед. ч.      | мн. ч.      | ед. ч.        | мн. ч.        | ед. ч.          | мн. ч.          |
| -------------- | ----------- | ----------- | ------------- | ------------- | --------------- | --------------- |
| Номинатив      | varr        | var         | ki̮l'l'        | ki̮l'          | karnɛs'         | karnaz          |
| Генитив        | var         | varrɛ       | ki̮l'          | ki̮l'l'e       | karnaz          | karnaz          |
| Аккузатив      | var         | varɛt       | ki̮l'          | ki̮l'et        | karnaz          | karnaz'et       |
| Датив-иллатив  | var'r'e     | varɛt       | ki̮ɛлла        | ki̮l'et        | karnas'e        | karnas't        |
| Инессив-элатив | varɛs't     | varɛn       | ki̮l'est       | ki̮l'en        | karnazɛs't      | karnaz'en       |
| Комитатив      | varɛn       | varɛg'em    | ki̮l'en        | ki̮l'g'em      | karnaz'en       | karnazg'em      |
| Абессив        | varta       | varɛta      | ki̮l'ta        | ki̮l'eta       | karnasta        | karnasɛta       |
| Эссив          | varrɛn      | varrɛn      | ki̮l'l'en      | ki̮l'l'en      | karnass'en      | karnass'en      |

Парадигмы склонения существительных, записанные Сабо, значительно отличаются в ряде важных аспектов. В номинативе имен, заканчивавшихся в прасаамском на *-ē, последний гласный основы сохраняется. Также сохраненяются окончания аккузатива и иногда генитива единственного числа -i̮ ~ -i. При это субпарадигма множественного числа демонстрирует некоторые инновации, назафиксированные в других источниках: синкретизм форм инессива-элатива и комитатива, а также окончание -giejḿta в абессиве, состоящее из окончания комитатива множественного числа и абессива единственного числа. Поскольку в транскрипциях Сабо очень непоследовательно различается долгота, в ряде случаев также возникает иллюзия падежного синкретизма: При этом синкретизм генитива\аккузатива единственного числа и номинатива множественного числа является системным явлением, подтвержденным другими источниками.   
|                | jogɢ 'река' | jogɢ 'река' | ńi͔it 'девочка' | ńi͔it 'девочка' | ki̮tḱe 'сердце' | ki̮tḱe 'сердце' | kalli̮zaj 'мужик' | kalli̮zaj 'мужик' | li̮hksij 'работник' | li̮hksij 'работник' |
|                | ед. ч.      | мн. ч.      | ед. ч.         | мн. ч.         | ед. ч.         | мн. ч.         | ед. ч.           | мн. ч.           | ед. ч.             | мн. ч.             |
| -------------- | ----------- | ----------- | -------------- | -------------- | -------------- | -------------- | ---------------- | ---------------- | ------------------ | ------------------ |
| Номинатив      | jogɢ        | jogi̮        | ńi͔it           | ńi͔itti̮         | ki̮tḱe          | ki̮tḱe          | kalli̮zaj         | katti̮za          | li̮hksij            | li̮hksij            |
| Генитив        | jogɢ        | jogɢ        | ńi͔itti         | ńi͔itti̮         | ki̮tḱe          | ki̮ttḱe         | kalli̮za          | kalli̮zat         | ?                  | li̮hksij            |
| Аккузатив      | jogi̮        | joɢ́t        | ńi͔iti          | ńi͔itt          | ki̮tḱe          | kītḱit         | kalli̮za          | ?                | li̮hhksă            | li̮hḱsijt           |
| Датив-иллатив  | joǵɢ́i       | ?           | ńi͔ist          | ni͔ittit        | ki̮ɛttki̮        | ?              | kali̮zaśt         | čudᴅi͔lat         | li̮hksiji           | li̮hksijt           |
| Инессив-элатив | jogst       | ?           | ńi͔itni͔         | ńi͔itti̮giejḿ    | kītḱeśt        | ?              | kalli̮zi          | kalli̮zagiejḿ     | li̮hksest           | li̮hksijgiejḿ       |
| Комитатив      | joɢ́n        | jogi̮gejḿ    | ńi͔iᴅn          | ńi͔itti̮giejḿ    | kttḱin         | ki̮tḱegejḿ      | kali̮zin          | kalli̮zagiejḿ     | li̮hhkśinn          | li̮hksijgiejḿ       |
| Абессив        | jogta       | jogigejḿta  | ńi͔itti̮ta       | ́i͔itti̮giejḿta   | ki̮ttḱeta       | ki̮ttḱegejḿta   | ?                | ?                | li̮hksijta          | li̮hksijgiejḿta     |
| Эссив          | joɢ́n        | joɢ́n        | ńi͔iᴅn          | ńi͔iᴅn          | ?              | ?              | kali̮zin          | kali̮zin          | ?                  | ?                  |
| Партитив       | ?           | ?           | ńi͔itti̮         | ńi͔itti̮         | ?              | ?              | kalli̮za          | kalli̮za          | ?                  | ?                  |

#### Склонение личных местоимений
Склонение личных местоимений устроено похоже на склонение существительных. Выделяется восемь падежей: номинатив, генитив, аккузатив, датив-иллатив, инессив-элатив, комитатив, абессив, эссив. Формы партитива в имеющихся грамматических описаниях не приводятся. У местоимений множественного числа различается две основы на -j- (в номинативе и дативе) и на -n- (в остальных падежах).  В формах инессива-элатива выступает особая стяженная основа. Окончание форм инессива-элатива местоимений множественного числа восходит к окончанию форм единственного числа. Окончание комитатива у форм единственного и множетсвенного числа различается, как и в склонении существительных.
|                | 1-е лицо ед. ч. | 2-е лицо ед. ч. | 3-е лицо ед. ч. | 1-е лицо мн. ч.   | 2-е лицо мн. ч.   | 3-е лицо мн. ч.   |
| -------------- | --------------- | --------------- | --------------- | ----------------- | ----------------- | ----------------- |
| Номинатив      | munn            | tonn            | sonn            | mij               | tij               | sij               |
| Генитив        | muni̮            | toni̮            | soni̮            | m'ini̮             | t'ini̮             | s'ini̮             |
| Аккузатив      | muni̮            | toni̮            | soni̮            | m'ini̮ mint        | t'ini̮ tint        | s'ini̮ sint        |
| Датив-иллатив  | mun'n'i mi̮nni̮   | ton'n'i         | son'n'i         | m'iji             | t'iji             | s'iji             |
| Инессив-элатив | must            | tost            | sost            | m'ist             | t'ist             | s'ist             |
| Комитатив      | mun'in          | ton'n'in        | son'n'in        | m'ingujm mi͔igiejḿ | t'ingujm ti͔igiejḿ | s'ingujm singiejḿ |
| Абессив        | munta           | tonta           | sonta           | m'ijta miɴta      | t'ijta tiɴta      | s'ijta siɴta      |
| Эссив          | munɛn           | tonɛn           | sonɛn           | m'inɛn            | t'inɛn            | s'inɛn            |

В имеющихся грамматических описаниях парадигмы личных местоимений несколько различаются. В описании Терешкина формы генитива и аккузатива полностью совпадают, но различаются в парадигмах местоимений множественного числа, собранных Сабо. Приведенная Сабо форма датива-иллатива 1-го лица единственного числа содержит чередование гласного в корне. Согласно Терешкину в абессиве множественного числа представлена основа на -j-, а согласно Сабо на -n-. По данным Сабо в формах комитатива множественного числа основа на -j- представлена в первом и втором лице, а на -n- в третьем. Также в имеющихся источниках различаются окончания форм комитатива: -gujm у Терешкина, но -giejḿ у Сабо.

### Принадлежность
Хотя в языке и присутствует категория посессивности, в отличие от большинства уральских языков, обладающих этой категорией, обладатель не имеет признака единственности/множественности, однако он есть у обладаемого:
| (14) |                                       |                    |
|      | Janna-n                               | jann-ɛda-n         |
|      | Мать.gen.sg-poss.1                    | мать-gen.pl-poss.1 |
|      | ‘Моя (наша) мать — мои (наши) матери’ |                    |

### Числительное
Числительные в йоканьгско-саамском имеют сложное управление. В отсутствии партитива, в языке развилась паукальная система:
Числительное axt «один» согласуется с номинативом: axt mɨrr «одно дерево»;
Числительные два — шесть управляют аккузативом единственного числа: kɨxt mɨr «два дерева»;
Числительные выше шести управляют генетивом множественного числа: k’ičim v’il’j «семь братьев».
Синтаксис числительных йоканьгско-саамского обычен для саамских языков.

## Примеры слов
| Йок.-саамский | УФА     | Русский  |
| ------------- | ------- | -------- |
| выэййвэ       | ᵛĭ̮ə̑ī̭vɛ  | «голова» |
| ньыккчем      | ńi̮k̄t́š́a̮m | «язык»   |
| кӣдт          | kīᴅt    | «рука»   |
| лоннҍтӭ       | лon̜̄ᵈt̜ɛ  | «птица»  |
| ча̄дзе         | t́š́ǡᴅ̜t̜s̜ɛ | «вода»   |
| ке̄ддҍке       | kieᴅ̜̄ᵍk͕e | «камень» |
| аббрӭ         | a̭ʙ̄r̜ɛ    | «дождь»  |
| толл          | toлл    | «огонь»  |

## Пример текста
Начало сказки про А̄дз, женское мифологическое существо, похищающее детей. Текст записан в Йоканьге от Елизаветы Горбунцовой эстонскими исследователями Карлом Контом и Юло Тедре в 1963 году. Текст затранскрибирова и издан Пеккой Саммаллахти.
| Орфография                                                      | Фонологическая транскрипция                                          | Перевод                                                      |
| --------------------------------------------------------------- | -------------------------------------------------------------------- | ------------------------------------------------------------ |
| Е̄ллин гас, ка̄ллазай а̄кай е̄ллин, оллмы во̄пщам.                   | jeel̜'l̜in ga̮s, kaalla̮za̮j aaka̮j jeel̜'l̜in, ol'mi̮j voopš́a̮m               | Жили вот, мужик и баба жили, (простые) люди в общем.         |
| Е̄джис е̄ннӹс я̄ммин, а сон на̄ҋҋтладӹй, е̄ллигыэдтӹн.               | jeeǯ́ǯ́is jeen̜n̜is jaaḿ'ḿin, a̮ son naaᴊ'tla̮d̜ij, jeel̜'l̜igi̮ed̜'d̜in         | Когда ее мать умерли, она замуж вышла, стали жить.           |
| Сӣст шанҍттӹ алгай, алльке шанҍдӹй, е̄ллигыэдтӹн.                | siist, ša̮n̜t̜t̜i a̮lga̮j, a̮l̜'ḱe ša̮n̜d̜ij, jeel̜'l̜igi̮ed̜'d̜in                   | У них родится сыночек, сын родился, стали жить.              |
| Алльке шанҍдӹй, а ка̄ллазес я̄мий.                                | a̮l̜'ḱe ša̮n̜d̜ij, a̮ kaalla̮źes jaaḿij                                     | Сын родился, а ее муж умер.                                  |
| Kа̄ллазес ры̄кки и е̄ллигыэдтӹн.                                   | kaalla̮źes ri̮i̮ḱḱi i jeel̜'l̜igi̮ed̜'d̜in                                   | Похоронила мужа, и стали жить.                               |
| Е̄ллигыэдтӹн, пыдда лаххкы ӣджис маййт-нидтӭ: кы̄ле шылла.        | jeel̜'l̜igi̮ed̜'d̜in, pi̮d'da̮ la̮h'ki̮ jiiǯ́'ǯ́is ma̮j't-ńid̜'d̜e: ki̮i̮l̜e ši̮l'la̮   | Стали жить, нужно как-то себе работать: рыбу ловит.          |
| А кӣтткма олккыз пыий, са̄мекӣтткмай лей.                        | a̮ kiit'kma̮ olkki̮z pi̮jij, saaḿekiit'kma̮j l̜ej                          | Поставила люльку на улицу (саамская люлька была).            |
| Кӣтткмас ва̄льттӹ, пыий, пока вӣрьммиес пунай я вӣрьммиес кы̄рий. | kiit'kma̮s vaal̜t̜t̜i, pi̮jij, poka̮ v́iiŕḿḿijes puna̮j ja v́iiŕḿḿijes ki̮i̮ŕij | Люльку взяла, поставила, пока сети ставила и сети проверяла. |
| Ма̄зыдҍ пыэдӹй, па̄рнай оввла.                                    | maazi̮t̜ pi̮ed̜ij, paarna̮j ov'la̮                                         | Она пришла назад, сын плачет.                                |
| Вышшидӹй, туттӭ мӣ: нӣйдӹй томальт местта алккаст.              | vi̮š́'š́i:d̜ij, tut̜'t̜e ḿii: n̜iijd̜ij toma̮l̜t̜ ḿestta̮ a̮lkka̮st                | Смотрит, что это тут: девочка вместо сына.                   |

### Грамматические описания и обзорные статьи
- Агранат, Т.Б. Йоканьгско-саамский язык // Интерактивный атлас коренных малочисленных народов Севера, Сибири и Дальнего Востока: языки и культуры URL: https://atlaskmns.ru/page/ru/lang_saamy_yokgangsky_all.html
- Терешкин, С.Н. Йоканьгский диалект саамского языка. Диссертация на соискание ученой степени кандидата филологических наук. — Санкт-Петербург, 2002

### Словари
- Genetz, A. Kuollan Lapin murteiden sanakirja ynnä kielennäytteitä. — Helsinki: Finska Vetenskaps-Societeten, 1891.
- Itkonen, T.I. Koltan- ja kuolanlapin sanakirja. Osat 1-2. — Helsinki: Suomalais-ugrilainen seura, 1958.

### Публикации текстов
- Genetz, A. Orosz-lapp nyelvmutatványok. Máté evangélioma és eredeti textusok. — Budapest: Magyar Tudomanyos Akademia, 1879.
- Genetz, A. Kuollan Lapin murteiden sanakirja ynnä kielennäytteitä. — Helsinki: Finska Vetenskaps-Societeten, 1891.
- Itkonen, T.I., Europæus, D.E.D. Koltan- ja kuolanlappalaisia satuja. — Helsinki: Suomalais-ugrilainen seura, 1931.
- Sienkiewicz-Gudkova, V.V. Ustinja Pavlovna Tarunova lapi muinasjutte. // Emakeele Seltsi aastaraamat, 6. — Tallinn: Eesti Raamat, 1960. L. 210-219.
- Szabó, L. Kolalappische Volksdichtung: Texte aus den Dialekten in Kildin und Ter. — Göttingen: Vandenhoeck & Ruprecht, 1967.
- Szabó, L. Kolalappische Volksdichtung: Texte aus den Dialekten in Kildin und Ter. Zweite Teil nebst grammatische Aufzeichnungen. — Göttingen: Vandenhoeck & Ruprecht, 1968.
- Зайков, П.М., Керт, Г.М. Образцы саамской речи. — Петрозаводск: Карельский филиал АН СССР, 1988.
- Керт, Г.М. Образцы саамской речи: материалы по языку и фольклору саамов Кольского полуострова (кильдинский и терский диалект). — Москва \ Ленинград: Издательство Академии Наук СССР, 1961.
- Матрехина, К.Г., Матрехина, Т.В., Воронова, О.В. Образцы диалектных текстов (саамский язык). // Прибалтийско-финское языкознание. Вып. 5. Вопросы взаимодействия прибалтийско-финских языков с иносистемными языками. — Ленинград: Наука, 1971. С. 210-219.

### Исследования отдельных аспектов фонетики и грамматики
- Behnke, A. Die Struktur der Nominalphrase im Tersaamischen : Magisterarbeit. — Humboldt-Universität zu Berlin, 2010.
- Korhonen, M. Zur zentralen Problematik der Terlappischen Phonologie // Studien zur Phonologischen Beschreibung Uralischer Sprachen. — Budapest: Akadémiai Kiadó, 1984.
- Zhivotova, Evgeniya. The verb system of Ter Saami: Morphological categories : MA thesis. — University of Leipzig, 2007.

### Работы с привлечением данных йоканьгского саамского
- Керт, Г. М. Саамский язык (кильдинский диалект). Фонетика, морфология, синтаксис. — Ленинград: Издательство «Наука», ленинградское отделение, 1971.
- Itkonen, T.I. Venäjänlapin konsonanttien astevaihtelu Koltan, Kildinin ja Turjan murteiden mukaan. (Suomalais-Ugrilaisen Seuran Toimituksia XXXIX).  — Helsinki: Suomalais-Ugrilaisen Seura, 1916.
- Itkonen, E. Struktur und Entwicklung der ostlappischen Quantitätssysteme. (Suomalais-Ugrilaisen Seuran Toimituksia LXXXVIII).  — Helsinki: Suomalais-Ugrilaisen Seura, 1946.
- Korhonen, M. Die Konjugation im Lappischen. Morphologisch-historische Untersuchung. I. Die finiten Formkategorien. (Suomalais-Ugrilaisen Seuran Toimituksia CXLIII). — Helsinki: Suomalais-Ugrilaisen Seura, 1967.
- Korhonen, M. Die Konjugation im Lappischen. Morphologisch-historische Untersuchung. II. Die nominalen Formkategorien. (Suomalais-Ugrilaisen Seuran Toimituksia CLV). — Helsinki: Suomalais-Ugrilaisen Seura, 1974.
- Sammallahti, P. The Saami Languages. An Introduction. — Kárášjohka/Karasjok: Davii Girji OS, N-9730, 1998.

### Комментарии
1. ↑  Написание слов откорректировано согласно транскрипциям, данным в словаре Т. Итконена; буква ӭ здесь используется для обозначения звука [ɛ] и палатализации (смягчения) предшествующего ему согласного.